# تدفق نقدي مخصوم
في مجال المالية، خصم التدفقات النقدية (بالإنكليزية DCF) هو طريقة لتقييم ربحية استثمار ما أو شركة ما عن طريق استخدام فكرة القيمة الوقتية للنقود. فالهدف هو حساب القيمة الحالية للتدفقات النقدية المستقبلية المتعلقة بالاستثمار المدروس سواء أكانت أرباحا أم تكاليف لمعرفة مدى ربحية الاستثمار فعليا.
يتم استخدام تحليل التدفقات النقدية المخصومة لحساب صافي القيمة الحالية أو NPV . تكون المدخلات هي التدفقات النقدية وسعر الخصم ليكون الخرج هو السعر.
يستخدم تحليل التدفقات النقدية المخصومة على نطاق واسع في تمويل الاستثمار والتطوير العقاري، والإدارة المالية للشركات .

## معدل الخصم
الأسلوب الأكثر استخداما على نطاق واسع من الخصم هو الخصم الأسي، والتي تقدر التدفقات النقدية المستقبلية على أساس «كم من المال يجب أن يتم استثمار حاليا، بمعدل عائد محدد لتحقق التدفقات النقدية في المستقبل.»هنالك وسائل أخرى للخصم، مثل خصم القطعي درِس في الأكاديمية، وقيل لتعكس بديهية صنع القرار، ولكنها لا تستخدم عادة في الصناعة.
معدل الخصم المستخدم هو عادة المتوسط المرجح لتكلفة رأس المال (WACC)المناسب، الذي يعكس مخاطر التدفقات النقدية. يعكس معدل الخصم شيئين :
-القيمة الزمنية للنقود (خالية من معدل المخاطر) - وفقا لنظرية تفضيل الوقت، فإن المستثمرين يفضلون الحصول على المال على الفور بدلا من الفور الحاجة إلى الانتظار وبالتالي يجب أن يتم تعويضهم من خلال دفع عن التأخير.
-علاوة المخاطر يعكس العائد الإضافي عن طلب المستثمرين لأنهم يريدون أن يتم تعويضهم عن المخاطر التي تكمن في التدفق النقدي التي قد لا تتحقق بعد كل شيء.
بديلا للخطر، بالإضافة إلى سعر الخصم هو باستخدام معدل الخالي من المخاطر. يتم حساب المعدل الخالي من المخاطر عن طريق ضرب التدفقات النقدية المستقبلية مع الاحتمالات المقدرة التي سوف تحدث. ويشار هذا الأسلوب، ويستخدم على نطاق واسع في تطوير الأدوية، على أنه Rnpv) ) (المعدلة حسب المخاطر NPV)، وتستخدم أساليب مماثلة لدمج مخاطر الائتمان في نموذج الاحتمال لمبادلة العجز الائتماني (. (CDS

## تاريخها
وقد استخدمت الحسابات التدفقات النقدية المخصومة في شكل معين منذ أن استخدم المال لإقراض مع نسبة في العصور القديمة. كوسيلة من وسائل تقييم الأصول وكثيرا ما كان يعارض القيمة الدفترية المحاسبية، التي تقوم على أساس المبلغ المدفوع للأصل. بعد انهيار سوق الأسهم في عام 1929، اكتسبت تحليل التدفقات النقدية المخصومة شعبية كوسيلة من وسائل التقييم للأسهم. إرفينج فيشر في كتابه 1930 له «نظرية الفائدة» وجون وليامز الأزيز في العام 1938 نص 'نظرية قيمة الاستثمار في البداية وضح رسميا طريقة DCF من الناحية الاقتصادية الحديثة .

## الرياضيات
التدفقات النقدية المخصومة:

نظرية (مشتق) التدفقات النقدية المخصومة أنشئت من صيغة القيمة المستقبلية لحساب القيمة الزمنية للنقود ومضاعف العوائد.
{\displaystyle DCF={\frac {CF_{1}}{(1+r)^{1}}}+{\frac {CF_{2}}{(1+r)^{2}}}+\dotsb +{\frac {CF_{n}}{(1+r)^{n}}}}
{\displaystyle FV=DCF\cdot (1+i)^{n}}
وهكذا قيمة الخصم الحالية (في تدفق نقدي واحد لفترة زمنية مستقبلية واحده ) يتم العبير عنها على النحو التالي :
{\displaystyle DPV={\frac {FV}{(1+i)^{n}}}={FV}{(1-d)^{n}}}
بحيث :
- DPV هي القيمة المخصومة الحالية للتدفقات النقدية المستقبلية (FV)، أو FV تحدد للتدفق المتأخر في الاستلام .
- FV هو القيمة الاسمية للتدفق النقدي في فترة مقبلة؛
- I هو معدل الفائدة الذي يعكس تكلفة ربط رأس المال، وربما تسمح أيضا لمخاطر التي قد لا تكون وردت أو دفعت بالكامل؛
- D هو معدل الخصم بحيث( i/(1+i هي معدل الفائدة معبر عنها كخصم في بداية السنة بدلا من إضافة في نهاية السنة .
- n هو الوقت في السنوات التي سبقت التدفقات النقدية المستقبلية يحدث.
حيث أن التدفقات النقدية المتعددة في فترات زمنية متعددة، يتم خصمها، فمن الضروري أن يتم جمعها كتدفقات.
{\displaystyle DPV=\sum _{t=0}^{N}{\frac {FV_{t}}{(1+i)^{t}}}}
لكل التدفقات النقدية المستقبلية (FV) في أي فترة زمنية (t) في سنوات من الوقت الحاضر، وقد لخصت على جميع الفترات الزمنية. ويمكن بعد ذلك أن تستخدم المجموع كصافي القيمة الحالية.إذا كان المبلغ الذي يجب أن يدفع في وقت 0 (الآن) لجميع التدفقات النقدية المستقبلية معلوم، إذا هذا المبلغ يمكن أن يكون بديلا لـ(DPV) ,والمعادلة يمكن حلها لـ () ,هذا هو معدل العائد الداخلي. كل ما سبق يفترض أن سعر الفائدة لا تزال مستمرة طوال تلك الفترة.
التدفقات النقدية المستمرة 

للتدفقات النقدية المستمرة، يتم استبدال الجمع في الصيغة أعلاه بالتكامل :
{\displaystyle DPV=\int _{0}^{T}FV(t)\,e^{-\lambda t}dt\,,}
حيث FV(t) النقدي معروف الآن بمعدل التدفق و = λ log(1+i) .

## مثال
على سبيل المثال لنفترض أنك تريد اليوم الاستثمار في تجارة الألبسة بمبلغ وقيمته 100 دولار، وتتوقع أن يعود عليك هذا الاستثمار بربح وقدره 20% بعد عامين لتحصل على مبلغ وقدره 120 دولارا. قد يبدو للوهلة الأولى أن هذا الاستثمار رابح كونك ستسترد المبلغ المستثمَر وبزيادة قدرها 20 دولارا. المشكلة في هذا الاستنتاج هي أنه لا يأخذ بعين الاعتبار فرق القيمة الوقتية للنقود بين تاريخ دفع ال 100 دولار وبين قيمتها لحظة قبض ال 120 دولار، كما أنه لا يأخذ بعين الاعتبار نسبة المخاطرة في تجارة الألبسة والتي يعبر عنها بعلاوة المخاطرة. هنا تأتي فكرة التدفق النقدي المخصوم لتقترح معدل خصم سنوي يطبق على الأرباح المستقبلية (ال120 دولار) ليمكننا من تقييم قيمتها النقدية الحالية. لنفترض في مثالنا هذا أن معدل الخصم السنوي المستخدم لهذا الاستثمار هو 10%، عندها تكون القيمة الحالية لأرباحك بعد عامين (أي ال120 دولار) هي:
القيمة الحالية {\displaystyle {99.1}={\frac {120}{(1+0.1)^{2}}}=} دولارا
أي أن القيمة الحالية للمبلغ الذي ستحصل عليه بعد عامين هي أقل من قيمة المبلغ الذي ستدفعه الآن في الاستثمار. عليه يمكننا الاستنتاج أن هذا الاستثمار هو استثمار خاسر.

## أساليب تقييم شركة أو مشروع
لهذا أغراض التقييم، وتتميز (DCF )بعدد من الطرق المختلفة اليوم، وبعضها المذكورة أدناه. تفاصيل من المرجح أن تختلف تبعا لهيكل رأس المال للشركة. لكن الافتراضات المستخدمة في التقييم (وخاصة الخصم معدل الأسهم وتوقعات التدفقات النقدية للمراد تحقيقها) من المرجح أن تكون على الأقل بنفس أهمية النموذج الدقيق المستخدم.
كل من الدخل المحدد وتكلفه رأس المال تحدد نتيجة التقييم التي تم الحصول عليها مع كل طريقة. هذا هو أحد الأسباب أشير إليها رسميا من أساليب التقييم على أنها مخفضة المستقبل طرق الدخل الاقتصادي.
-	نهج حقوق الملكية (أسهم ):
التدفقات إلى نهج العدالة (FTE)
خصم التدفقات النقدية المتاحة لأصحاب رأس المال، بعد السماح لتكلفة رأس المال خدمة الدين
المزايا: جعل بدل لتكلفة رأس المال الديون بشكل صريح وواضح .
العيوب: يتطلب الحكم على اختيار سعر الخصم.
-	كيان المنهج:
نهج القيمة الحالية المعدلة (APV)

خصم التدفقات النقدية قبل السماح لرأس المال المقترض (ولكن يسمح لتخفيف الضرائب التي تم الحصول عليها على رأس المال المقترض)
المزايا: أبسط للتطبيق إذا تم قيد التثمين لمشروع معين والتي لم يخصص له تمويل رأس المال
العيوب: يتطلب الحكم على اختيار سعر الخصم، ولا بدل صريح لتكلفة رأس المال المقترض، والتي قد تكون أعلى بكثير من معدل «خالية من المخاطر»
متوسط التكلفة المرجح لرأس المال (WACC)

اشتقاق التكلفة المرجح لرأس المال يتم الحصول عليه من مصادر مختلفة ويستخدم سعر الخصم لخصم التدفقات النقدية من المشروع
المزايا: يهتم بتخصيص تمويل لمتطلبات رأس المال المقترض لمشاريع معينة
العيوب: يجب أن تمارس العناية في اختيار تيار الدخل المناسب. صافي التدفقات النقدية إلى إجمالي رأس المال المستثمر هو الخيار المقبول عموما.
إجمالي نهج التدفقات النقدية (TCF)

يوضح هذا التمييز الذي يمكن استخدامه لطريقة التدفقات النقدية المخصومة لتحديد قيمة مختلف حصص ملكية الشركة. يمكن لهذا ان تشمل حقوق الملكية أو أصحاب الديون.
وبدلا من ذلك، يمكن استخدام هذه الطريقة لقيمة الشركة على أساس القيمة من كل رأس المال المستثمر. في هذه الحالة، فإن الاختلافات تكمن في اختيار دخل وسعر الخصم. على سبيل المثال، صافي التدفق النقدي إلى إجمالي رأس المال المستثمر وWACC مناسبة عند تقييم شركة على أساس القيمة السوقية لجميع رأس المال المستثمر.

## أوجه القصور
وقد استخدمت على نطاق واسع البنوك التجارية المخصومة للتدفقات النقدية كوسيلة من وسائل تقييم العقارات التجارية بناء المشاريع. لهذه الممارسة اثنين من أوجه القصور الكبيرة. 1) والافتراض سعر الخصم يعتمد على السوق لتنفيذ الاستثمار في الوقت المحدد، ومن الرجح انها تغير، ربما بشكل كبير، مع مرور الوقت، 2) وتستند الافتراضات عموما بخط مستقيم نحو زيادة الدخل لأكثر من عشر سنوات وهي تعتمد على الزيادة التاريخية في الايجارات . ولكنها دائما لا تعتمد على العوامل في الطبيعة الدورية للكثير من أسواق العقارات .
معظم القروض تم عملها خلال أسواق الطفرة العقارية وتستمر هذه الأسواق عادة أقل من عشر سنوات. باستخدام DCF لتحليل العقارات التجارية خلال أي وقت ولكن خلال السنوات الأولى من الطفرة سيؤدي إلى المغالاة للأصل.
نماذج التدفقات النقدية المخصومة قوية، ولكن لديها عيوب. DCF هو مجرد أداة ميكانيكية التقييم، مما يجعل من موضوع بمبدأ «إلى القمامة، من (خارج) القمامة». وإن التغييرات البسيطة في المدخلات تؤدي إلى تغيرات كبيرة في قيمة الشركة. بدلا من محاولة توقع ومحاولة جعل التدفقات النقدية إلى ما لا نهاية, 
وغالبا ما تستخدم تقنيات القيمة النهائية. ويستخدم القسط السنوي البسيطة لتقدير القيمة النهائية للسنوات ال 10 الماضية، على سبيل المثال. يتم ذلك لأنه من الصعب التوصل إلى تقدير واقعي للتدفقات النقدية مع مرور الوقت يشمل حساب فترة من الزمن المرجح لاسترداد المصاريف الأولية.